# Centuriazione della Versilia
La centuriazione della Versilia è l'organizzazione agraria, attuata nel corso del II secolo a.C., in Versilia, territorio comprendente gli odierni comuni di Pietrasanta, Seravezza, Forte dei Marmi e Stazzema. Il territorio veniva diviso in centurie, quadrati di circa 710 metri di lato, da ripartire in lotti destinati ai coloni romani.

## Storia
In epoca preromana l'odierna Versilia era abitata dagli Apuani, che popolarono l'area anche dopo la conquista romana del territorio nel corso del III secolo a.C.. Durante le guerre tra la Repubblica romana e il popolo dei Liguri, nel 180 a.C. la popolazione locale fu totalmente deportata nel Sannio o, in misura minore, rastrellata; il territorio precedentemente appartenuto al popolo deportato fu diviso tra le amministrazioni di Lucca, Pisa e Luna. La prima lottizzazione del territorio fu affidata ai triumviri di allora Publio Elio Peto, Marco Emilio Lepido e Gneo Sicinio, anche se fu successivamente modificata già nel 168 a.C. spostando verso sud il confine tra i municipi di Luna e Pisa. Infatti, inizialmente la Versilia fu caratterizzata da numerose contese tra i coloni romani e la popolazione locale, che non voleva lasciare le proprie terre ai coloni, che si concentrarono all'interno delle città.
La situazione mutò quando, a partire dalla fine del II secolo a.C., le contese divennero sempre più rare e furono sciolte dall'interesse comune per il nuovo mercato locale, quello del marmo sempre più impiegato nell'Urbe per le ville e le collezioni di statue: grazie al commercio del marmo, la classe dirigente della regione fu investita da una forte ondata di benessere. Con le riforme agrarie ideate da Giulio Cesare, ideate durante il principato di Ottaviano Augusto, nel territorio ci fu una grande assegnazione di lotti di terreno ad alcune centinaia di veterani, le cui tracce sono tuttora presenti lungo vie, fossi e filari presenti in tutta la Versilia.

## Il territorio
La Versilia era posta sotto l'amministrazione del municipium di Luna (l'odierna Luni).

### Graticolato
Partendo da sud, il primo cardine tuttora visibile del graticolato è via Tonfano, a Pietrasanta. A partire da questa via, all'interno del territorio della Versilia si contano 8 cardini e 7 sottocardini. Invece per il primo decumano la teoria più accreditata dagli studiosi delinea la via Aurelia come tale, ponendola alcune centinaia di metri più ad est dell'odierna via Emilia, posta nell'odierna Pietrasanta, presso dove oggi si trova l'Autostrada A12. All'interno del territorio si trovano 5 decumani, mentre, nonostante siano stati individuati almeno 4 sottodecumani, alla suddivisione in sottodecumani sono stati preferiti altri tipi di graticolazione. Al giorno d'oggi, molte vie dei centri urbani del territorio ricalcano gli antichi cardini e decumani di epoca romana, altre ricalcano le centuriazioni sovrapposte nate con la successiva centuriazione operata da Augusto.
Oltre alle strade, a fine divisorio furono utilizzati numerosi corsi d'acqua, come lo Strettoia, mentre lungo gli assi viari furono scavati numerosi fossi per far scolare le acque e irrigare i campi sorti all'interno delle centurie, creando un ulteriore graticolato formato da canali. Oltre che dai canali, le vie furono affiancate anche da filari di piante, su tutti quelli della vite maritata, le cui attuali piantagioni ricalcano l'antico tracciato di alcune strade romane.

### Popolamento
A partire dal Medioevo lungo i crociali, gli incroci perpendicolari tra le vie posti lungo i margini delle centurie, nacquero i primi abitati estranei ad esse: nacquero così numerosi centri, tra cui Crociale, Crocialetto, Querceta, Madonnina dei Pagliai, Marzocchino, Ripa, Borgo dei Terrinchesi, Capezzano Monte e perfino l'odierno capoluogo di comune Stazzema. I centri abitati sorti lungo i crociali sorsero attorno ai pozzi, la cui presenza è documentata già dal XIV secolo, anche se secondo alcuni studiosi i pozzi erano presenti già in epoca romana, come suggerisce per esempio il toponimo di via Pozzodonico (Pietrasanta), che deriva dal latino pozzo dominico, pozzo del signore; al contempo, sono stati individuati pozzi databili all'epoca romana anche in altri centri abitati, tra cui Pozzi e soprattutto Ripa, dove ne sono stati ritrovati due. A partire dal XIX secolo, lungo i crociali sorsero le prime fontane che presero il posto dei pozzi.
L'unico centro urbano databile con certezza all'epoca romana è Brancagliano, sviluppatosi lungo il decumano dell'antica via Aurelia, anche se secondo alcuni studiosi potrebbe essere nato all'interno del lotto appartenuto a un certo Blancalio, da cui avrebbe preso il nome. Al giorno d'oggi l'antico abitato è totalmente scomparso in superficie e al suo posto si trova la Chiesa di San Bartolomeo in Brancagliano, che prese il nome dall'antico pagus romano.